# Рио-Гальегос
Ри́о-Галье́гос (исп. Río Gallegos) — административный центр аргентинской провинции Санта-Крус, в Патагонии. Согласно переписи населения, на 2015 год в городе проживало 105 047 человек. Город расположен в устье реки Гальегос, 2636 км (1638 миль) к югу от Буэнос-Айреса.

## История
Река впервые была замечена в 1525 году европейским исследователем Лоайса, Гарсиа Хофре де, она была названа Сан-Идельфонсо. Точной даты основания поселения не известно. Активно город начал заселяться с 1885 года (с года присоединения Патагонии к Аргентине). В 1895 году это уже был крупный овцеводческий посёлок. С 1912 года начинается активный прирост населения.
Бывший президент Аргентины в 2003—2007 гг, Нестор Киршнер, был мэром города с 1987 по 1991 год.

## Районы
- Jorge Newbery
- El Jardín
- El Trencito
- El Centro
- 240 Viviendas
- Del Carmen
- 15 Viviendas
- 17 de octubre
- Lago del Desierto
- José Hernándes
- La Ría
- San Benito (отдельный город или район города)
- 366 Viviendas
- 499 Viviendas
- Banciella
- Belgrano
- 400 Departamentos
- San Martin
- Guemes
- Adosac
- Gendarmería Nacional
- Eva Perón
- Militar Malvinas Argentinas
- Fatima
- El Puerto
- Gregores
- Tomás Fernándes
- Gaucho Rivero
- Marina
- 20 Viviendas
- La Ría
- Nautico
- Apap
- YPF
- Apaab
- Alpino
- 207 viviendas
- 2 de Abril
- Jorge Newbery
- Codepro
- Codepro II
- Docente

## Расстояние до других крупных городов
| Город        | Провинция              | Расстояние |
| ------------ | ---------------------- | ---------- |
| Росон        | провинция Чубут        | 1173,1 км  |
| Вьедма       | провинция Рио-Негро    | 1654,4 км  |
| Неукен       | провинция Неукен       | 1889,5 км  |
| Санта-Роса   | провинция Ла-Пампа     | 1984,9 км  |
| Ла-Плата     | провинция Буэнос-Айрес | 2522,6 км  |
| Буэнос-Айрес | —                      | 2539,4 км  |
| Санта-Фе     | провинция Санта-Фе     | 2753,9 км  |
| Кордова      | провинция Кордова      | 2597,8 км  |
| Сан-Луис     | провинция Сан-Луис     | 2489,7 км  |
| Мендоса      | провинция Мендоса      | 2743,2 км  |
| Сан-Хуан     | провинция Сан-Хуан     | 2807,0 км  |
| Ла-Риоха     | провинция Ла-Риоха     | 2977,0 км  |

## Демография
- Население в 1991 году: 64 640 жителей (перепись населения, НИСП, 1991).
- Население в 2001 году: 79 144 жителей (перепись населения, НИСП, 2001).
- Население в 2015 году: 105 047 жителей.

Рио-Гальегос занимает 3-е место из самых густонаселённых городов Патагонии и 1-е место среди самых густонаселённых городов провинции Санта-Крус.

## Образование
- В городе находится Национальный университет Патагонии, а также делегация ГТС.

Рио-Гальегос обладает большой инфраструктурой школ:
- 16 специализированных школ
- 14 детских садов
- 20 школ типа E.G.B
- 13 школ полимодального типа

## Экономика
Экономика города в основном зависит от выращивания овец и мясной промышленности, как и в XX веке. Порт города является основной отправной точкой производимой продукции. Действуют шахты Рио Турбио. С момента создания провинциальных органов власти, экономическая значимость государственного управления значительно выросла. В последние годы наблюдается значительный рост нефтяной и газовой промышленности в регионе, которая способствовала наряду с торговлей и строительством двигателем экономического роста в городе. Сегодня туризм также играет важную роль, особенно с учетом относительной близости Национального парка Лос-Гласиарес. Диверсификации экономики в последние годы привело к огромному спросу на рабочую силу в связи с волной миграции, особенно из северных районов Аргентины. Рио-Гальегос, в отличие от других частей страны, несмотря на кризис, остается занятым (уровень безработицы — 3,7 %, 2004).

## Спорт
В городе есть несколько общественных организаций, которые проводят различные спортивные мероприятия (футбол, гандбол, регби, гольф, баскетбол, плавание, танцы, катание на коньках и многое другое).

## Известные жители
- Нестор Киршнер — бывший президент Аргентины.

## Города-побратимы
- Пунта-Аренас (Чили)